# آرمان فورشریو
آرمان فورشریو (فرانسوی: Armand Forcherio‎؛ زادهٔ ۱ مارس ۱۹۴۱) بازیکن و مربی فوتبال اهل موناکو بود.
از باشگاه‌هایی که در آن بازی کرده‌است می‌توان به باشگاه فوتبال موناکو اشاره کرد.